# Чемпионат по быстрому го
Чемпионат по быстрому го (Hayago Senshuken, Tokyo Cup) — японский турниров по игре го, существовавший с 1968 по 2002 годы. Спонсором турнира была телекомпания TV Tokyo. Турнир проходил в формате рапид; партии и их разбор транслировались по телевидению. В соревнованиях принимало участие 16 игроков, сражавшихся по системе плей-офф.
В 2003 году турнир был переименован в JAL Super Hayago Championship, спонсором соревнований стала компания Japan Airlines. Призовой фонд турнира составлял 5 000 000 иен. В 2004 году после двух розыгрышей титула турнир прекратил своё существование.

## Победители турнира
| Игрок                         | Год                               |
| ----------------------------- | --------------------------------- |
| Hayago Senshuken              |                                   |
| Хидэюки Фудзисава             | 1968                              |
| Утаро Хасимото                | 1969                              |
| Хидэхиро Миясита              | 1970                              |
| Хосай Фудзисава               | 1971                              |
| Коити Кобаяси                 | 1972, 1981, 1986, 1997            |
| Хидэо Отакэ                   | 1973, 1976                        |
| Сёдзи Хасимото                | 1974                              |
| Рин Кайхо                     | 1975, 1984, 1987                  |
| Сюдзо Охира                   | 1977                              |
| Масаки Такэмия                | 1978, 1989                        |
| Ёсио Исида                    | 1979, 1982, 1983                  |
| Тё Тикун                      | 1985, 1990—1992, 1996, 2001, 2002 |
| Сатоси Катаока                | 1993, 1998                        |
| Сатоси Юки                    | 1995                              |
| Сатору Кобаяси                | 1999, 2000                        |
| JAL Super Hayago Championship |                                   |
| Сатоси Юки                    | 2003                              |
| Тё Тикун                      | 2004                              |